# ジョン・R・アンダーソン
ジョン・R・アンダーソン（John Robert Anderson、1947年8月27日 - ）は、カナダ・バンクーバー生まれのアメリカの認知心理学者・認知科学者・計算機科学者。カーネギーメロン大学教授。

## 業績
人間の記憶・言語・学習に関わる認知過程を一つのコンピュータプログラムとして実現するACT-R理論で知られるなど、多くの論文を認知心理学分野で発表している。認知科学学会の元会長、科学分野の複数の賞を受賞、アメリカ芸術科学アカデミー会員、全米科学アカデミーフェローなどを歴任。
アンダーソンはブリティッシュコロンビア大学とスタンフォード大学で1964年から1974年まで心理学を学んだのち、イェール大学で講師となった。1978年、カーネギーメロン大学教授。1988年から1989年の間、Cognitive Science Societyの会長を務める。2004年には人間の認知活動における形式的分析の研究の功績に対してデイビッド・ルメルハート賞を受賞。2006年ハイネケン賞受賞。

## 主要著書
- Anderson, J. R. (1972). Human Associative Memory, Lawrence Erlbaum Associates.
- Anderson, J. R. (1976). Language, Memory, and Thought, Lawrence Erlbaum Associates.
- Anderson, J. R. (1983). The Architecture of Cognition. Cambridge, MA: Harvard University Press.
- Anderson, J. R. (1980). Cognitive psychology and its implications. San Francisco: Freeman.
- Anderson, J. R. (1990). The Adaptive Character of Thought. Hillsdale, NJ: Erlbaum.